# International College of Management Sydney
Das International College of Management Sydney (ICMS) ist eine australische Privatuniversität mit Sitz in Sydney.
Der Hauptcampus der ICMS befindet sich nördlich des Hafens von Sydney in Northern Beaches, Manly, New South Wales und nutzt das „Manly Castle“, in dem früher ein katholisches Priesterseminar untergebracht war.
Das ICMS wurde 1996 als International College of Tourism and Hospitality Management - ICTHM gegründet und bietet Diplome und Bachelor- und Master-Abschlüsse in einer Vielzahl von Bereichen an, die mit Wirtschaft, Gastgewerbe und internationalem Tourismus zu tun haben. Das Bachelor- und Masterstudium ist jeweils in Trimester eingeteilt.

## Abschlüsse und Programme
- Hospitality Management
- International Tourism
- Retail Services Management
- Event Management
- Sport Management
- Property Services Management